# Pamflett

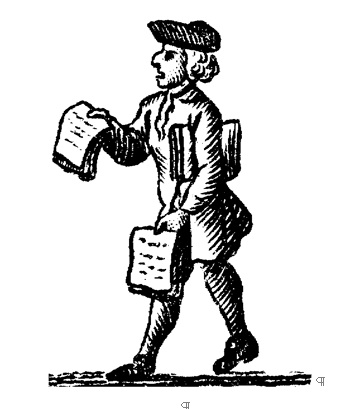
En pamflettist delar ut pamfletter

Pamflett (från engelskans pamphlet, som betyder "broschyr" eller "litet häfte", har samma betydelse som medelengelskans pamf(i)let, troligen taget från en under medeltiden populär komedi, Pamphilus, seu de Amore) är en liten skrift eller broschyr. 

## Historia
När tryckpressen uppfanns så möjliggjorde detta en större spridning av texter. Mindre blad eller häften kallades då pamfletter. Pamfletter användes under denna tid främst i England, Frankrike, och Tyskland. Den första gången pamfletten fick en stor betydelse var under reformationen, där främst Luthers egna pamfletter spreds.
Kända upplysningsfilosofer så som Voltaire, Diderot, och Rousseau använde sig av pamfletter för att sprida sina idéer. Även under den franska revolutionen kom pamfletter att spela en stor roll när olika politiska grupperingar använde dem för att sprida sina budskap.
Från 1900-talet och framåt har pamfletterna fortsatt spela en politisk roll. Dock har pamfletten på senare tid fått ett utökat användningsområde. Pamfletten har delvis förlorat sin roll som enbart politiskt redskap och kommit till att användas i allmänt informationssyfte av företag, myndigheter och organisationer.

## Svenska pamfletter under frihetstiden
Under frihetstiden började kritiken mot kyrkan att växa bland folket. Politiska pamfletter blev då en naturlig del i propagandan mot religionen. Pamfletterna blev även att sätt att bilda opinion mot dåtidens politiker, om än i försiktig utsträckning. En bidragande faktor till pamfletternas stora användning i samhällsdebatten låg i att det rådande samhällsstyret med två partier, hattarna och mössorna, tillät öppen debatt och yttrandefrihet i högre grad än tidigare.
Frihetstidens liberala tryckfrihetslagar bidrog till en allt öppnare samhällsdebatt. Därmed föll det naturligt att pamfletter fick stor användning när budskap skulle spridas. Tiden före Gustav III:s statskupp hade de politiska mediala striderna blivit allt skoningslösare och pamfletterna fått ett allt aggressivare språkbruk. När sedan Gustav III tog makten och införde envälde förlorade den mediala opinionsbildningen sin betydelse. Dessutom innebar Gustav III:s tid vid makten att en mer auktoritär pressideologi tog form.